# طواف لومبارديا 1989
طواف لومبارديا 1989 (بالإيطالية: Giro di Lombardia 1989)‏ هو سباق دراجات هوائية من فئة  سباق يوم واحد، وهو الموسم الثالث والثمانين من طواف لومبارديا، وأقيم في 14 أكتوبر 1989 ضمن سباقات كأس العالم لسباق الدراجات على الطريق 1989 ‏.
فاز بالمركز الأول  طوني رومينغر، وبالمركز الثاني  جيل ديليون، وبالمركز الثالث  لوك روسين.

## الفرق
| فرق دراجات محترفة (21)- Chateau d'Ax (cycling team) ‏ - Helvetia–La Suisse ‏ - Histor–Sigma ‏ - PDM (cycling team) ‏ - Malvor–Bottecchia ‏ - Weinmann (cycling team) ‏ - Ariostea (cycling team) ‏ - Superconfex-Yoko - La Vie Claire ‏ - Gewiss–Bianchi ‏ - Del Tongo (cycling team) ‏ - Carrera (cycling team) ‏ - RMO (cycling team) ‏ - 7-Eleven (cycling team) ‏ - Système U (cycling team) ‏ - Panasonic (cycling team) ‏ - Artiach (cycling team) ‏ - Crédit Agricole (cycling team) ‏ - Atala (cycling team) ‏ - Pepsi-Cola (cycling team, 1987–1989) ‏ - Aki–Safi ‏ |  |
| |  |

## التصنيف العام النهائي
| التصنيف العام | التصنيف العام   | التصنيف العام        | التصنيف العام | التصنيف العام |
| العداء        | العداء          | الفريق               | الوقت         |               |
| ------------- | --------------- | -------------------- | ------------- | ------------- |
| 1             | طوني رومينغر    | Chateau d'Ax-Salotti | 6 س 46 د 35 ث |               |
| 2             | جيل ديليون      | Helvetia-La Suisse   | + 2 د 33 ث    |               |
| 3             | لوك روسين       | Histor-Sigma         | + 2 د 34 ث    |               |
| 4             | راؤول ألكالا    | PDM-Ultima-Concorde  | + 4 د 06 ث    |               |
| 5             | Roberto Pagnin ‏ | Malvor-Sidi          | + 4 د 06 ث    |               |
| 6             | Patrick Robeet ‏ | Domex-Weinmann       | + 4 د 06 ث    |               |
| 7             | مارسيلو سيبوني  | Ariostea             | + 4 د 06 ث    |               |
| 8             | Rolf Gölz ‏      | Superconfex-Yoko     | + 4 د 33 ث    |               |
| 9             | مارتن إيرلي     | PDM-Ultima-Concorde  | + 4 د 33 ث    |               |
| 10            | فرانكو باليريني | Malvor-Sidi          | + 4 د 33 ث    |               |
|               |                 |                      |               |               |
|               |                 |                      |               |               |